# هاش (کمیک)
هاش (به انگلیسی: Hush) با نام اصلی دکتر توماس «تامی» الیوت، یک شخصیت خیالی ابرشرور در کتاب‌های کمیک آمریکایی منتشر شده توسط دی‌سی کامیکس است که اغلب به عنوان دوست دوران کودکی و دشمن شخصیت ابرقهرمان بتمن به‌شمار می‌رود. این شخصیت توسط ژوزف لوب و جیم لی خلق شده‌است که برای اولین بار در شمارهٔ ۶۰۹ کمیک‌های بتمن (ژانویه ۲۰۰۳) حضور پیدا کرد.
توماس الیوت جراحی ماهر و دوست دوران کودکی بروس وین است. هر دوی آن‌ها در خانواده‌ای ثروتمند به دنیا آمده بودند. توماس و بروس علاقه زیادی به انجام بازی‌های استراتژیک به ویژه شطرنج داشتند، اما تامی همیشه قادر به غلبه بر بروس بود. تامی به بروس یاد داد که چگونه مانند حریفش فکر کند و از نقطه ضعفش علیه خودش استفاده کند که بعدها زمانی که بروس تبدیل به بتمن شد این توانایی به او کمک بسیاری کرد. الیوت بسیار در برنامه‌ریزی‌ها دقیق بود و همیشه از این واقعیت بیزار بود که پدر بروس جان مادرش را نجات داده‌است. او که از هویت مخفی بروس وین در نقش بتمن با خبر بود، برای از بین بردن بتمن نقش یک جنایتکار متفکر به نام هاش را ایفا کرد.

## توانایی‌ها و قدرت‌ها
همانند بتمن، توماس الیوت نیز دارای هیچ توانایی ابرانسانی نمی‌باشد و در عوض بر ضریب هوشی و روحیه ورزشکاری استثنایی خود متکی است. او جراح و عصب‌شناسی در سطح جهانی و دارای هوشی در سطح یک نابغه است. او متخصص جراحی مغز و اعصاب و همچنین یک جراح پلاستیک ماهر است، و از کارهای او می‌توان به ترمیم بافت جوشگاه بر روی صورت شخصیت دوچهره اشاره کرد. الیوت استاد استراتژیک و نفوذ در افراد است و مسئولیت مجموعه‌ای از بزرگترین حوادث با هدف کشتن بتمن توسط او ترتیب داده شده‌است.
هاش در زمینهٔ هنرهای رزمی مهارت دارد و در این سطح حتی قادر به رقابت با بتمن است. او همچنین تیراندازی ماهر محسوب می‌شود و اسلحهٔ مورد علاقه‌اش یک زوج کلت ام۱۹۱۱ کالیبر ۴۵ می‌باشد. هاش توانایی عمل جراحی پلاستیک با استفاده از حده‌اقل بیهوشی و اراده‌ای بسیار بالا بر روی خود را دارد. او از این قابلیت برای تغییر چهره خود به افراد دیگری همچون بروس وین استفاده می‌کند.